# Northumbrie
Pour les articles homonymes, voir Northumberland.
653–954
Entités précédentes :
- Bernicie
- Deira

Entités suivantes :
- Royaume de Jórvík
- Royaume d'Écosse
- Royaume d'Angleterre

La Northumbrie est un royaume médiéval situé dans l'actuel nord de l'Angleterre et le sud de l'Écosse.
Son nom fait référence aux terres situées au nord de l'estuaire du Humber, conquises par les Angles aux dépens des Bretons insulaires au VIe siècle. Il est issu de l'union, au début du siècle suivant, des royaumes angles de Bernicie et du Deira.
Les rois de Northumbrie du VIIe siècle contribuent à la propagation du christianisme nicéen en Grande-Bretagne et comptent parmi les rois les plus puissants de l'île. L'archevêché d'York constitue alors un important centre culturel. Son importance politique décline au siècle suivant. Il est conquis en 867 par les vikings de la Grande Armée.

## Histoire

### Sources
L'histoire du royaume est essentiellement connue à travers l'œuvre de Bède le Vénérable, moine anglais de Northumbrie du début du VIIIe siècle qui a laissé une Histoire ecclésiastique du peuple anglais. Dans celle-ci, il narre la conversion des Anglo-Saxons au christianisme nicéen, d'abord sous l'action de missionnaires venus du continent, puis sous celle de saints anglais. Il est remarquable que dès l'époque de Bède le Vénérable, les Northumbriens de Deirie et de Bernicie avaient conscience d'appartenir, avec les autres habitants germaniques de l'île, au même peuple.

### Formation et conversion
La Northumbrie est unie une première fois sous le règne d'Æthelfrith de Bernicie, au début du VIIe siècle. À sa mort, en 616, son rival et beau-frère Edwin de Deira lui succède. Ce roi païen se convertit au christianisme en 627 sous l'action de sa femme, une fille du roi chrétien Æthelberht du Kent, et sous l'influence du missionnaire Paulin d'York qui accompagnait la future épouse.
Cette unité, tout comme la récente conversion des Angles northumbriens, sont rapidement remis en cause. En 633, Edwin est vaincu et tué à Hatfield Chase par le roi breton Cadwallon, dont il avait auparavant soumis le peuple. De plus, l'arrivée au pouvoir du roi de Mercie Penda, farouche défenseur du paganisme, interrompt momentanément les progrès accomplis par les missionnaires chrétiens.
En 634, Oswald de Bernicie réunifie la Northumbrie après avoir vaincu Cadwallon à la bataille de Heavenfield, près de Hexham. Afin d'évangéliser son peuple, il fait venir d'Iona le missionnaire écossais Aidan, qui fonde une abbaye à Lindisfarne, et le pays est rapidement converti par les moines écossais. Le soutien d'Oswald au christianisme et son martyre aux mains de Penda en 642 lui valent d'être sanctifié. L'opposition entre la Mercie et la Northumbrie culmine à la bataille de la Winwæd, en 655, durant laquelle Penda est vaincu et tué par Oswiu, le successeur d'Oswald.
Le VIIe siècle marque l'apogée de la puissance northumbrienne : les rois Edwin, Oswald et Oswiu sont distingués par Bède comme ayant exercé l'imperium sur les autres royaumes anglo-saxons. Toutefois, dès 678, le roi Ecgfrith est vaincu par les Merciens à la bataille de la Trent, et en 685, il est écrasé et tué par les Pictes à Nechtansmere. La progression anglo-saxonne vers le nord de l'île de Grande-Bretagne est interrompue sur la Forth pour plusieurs siècles, et la domination northumbrienne sur le Sud de l'Angleterre disparaît au profit de la Mercie.

### L'ère viking
En 793, la première attaque viking majeure en Angleterre est le sac du monastère de Lindisfarne, sur la côte northumbrienne. Le royaume est alors en proie à une grande instabilité : treize rois se succèdent entre la mort d'Aldfrith, en 704 ou 705, et l'attaque de Lindisfarne, dont beaucoup connaissent des morts violentes.
Profitant d'une guerre civile opposant les rois Ælle et Osberht, les Vikings de la Grande Armée s'emparent d'York le 1er novembre 866. Les deux compétiteurs pour le trône s'allient et tentent de reprendre York en 867, mais ils meurent pendant cette campagne.
La région d'York, qui correspond à l'ancien Deira, devient le royaume viking d'York, tandis que l'ancienne Bernicie, autour de Bamburgh, reste gouvernée par des seigneurs d'origine anglaise. L'ensemble de la Northumbrie est progressivement conquis par les rois anglais de la maison de Wessex au cours du Xe siècle. Le dernier monarque scandinave d'York, Éric à la Hache sanglante, est tué en 954.

## Religion

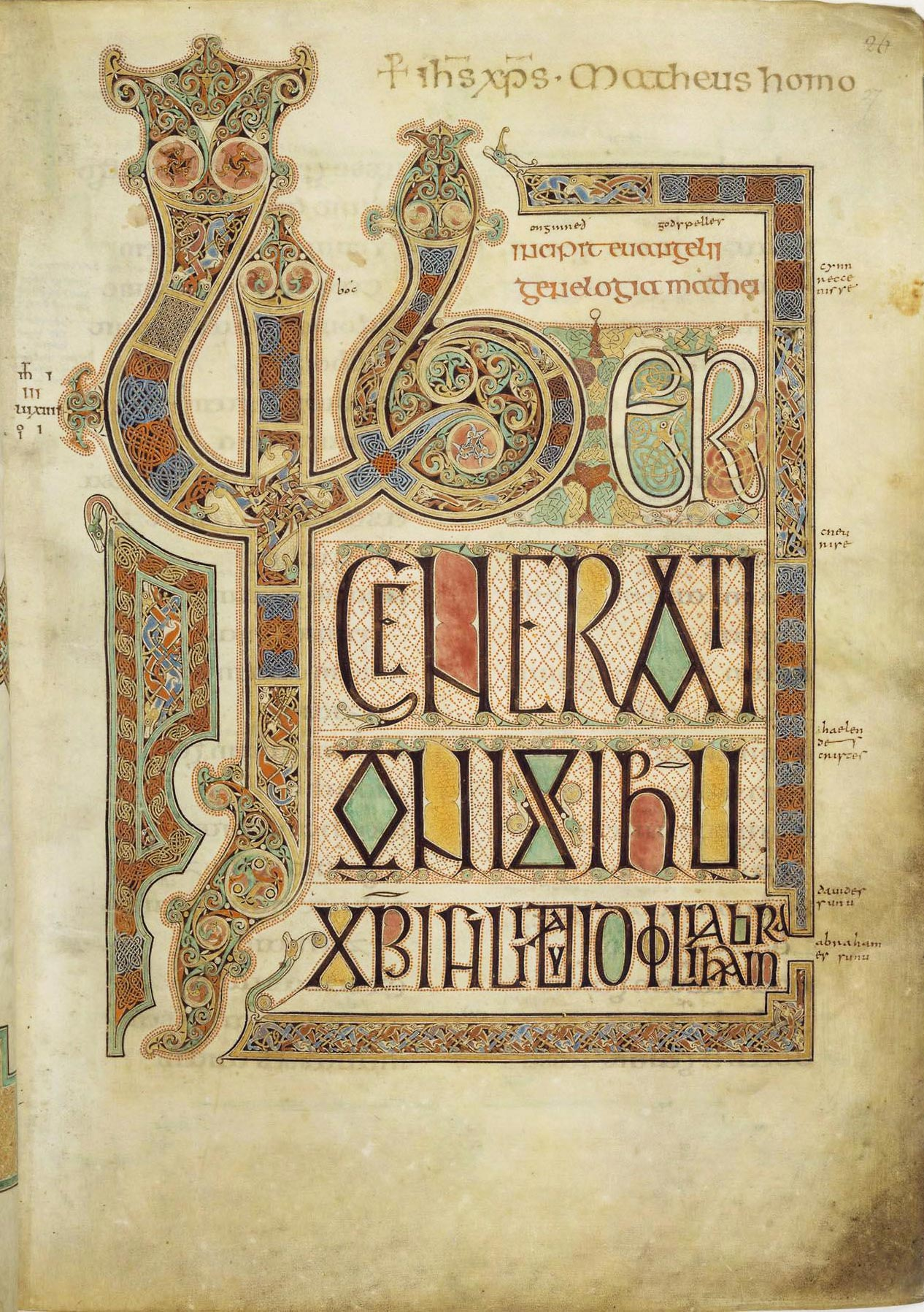
Folio des Évangiles de Lindisfarne.

En 664 a lieu en Northumbrie le concile de Whitby. Cet événement majeur montre l'importance qu'a alors acquise la Northumbrie dans le domaine religieux : à l'initiative du roi northumbrien Oswiu, la tradition ecclésiastique celte (écossaise) est confrontée à la tradition latine. La controverse porte notamment sur le calcul de la date de Pâques. La question, qui déchire les deux Églises depuis la naissance de l'Église anglo-saxonne, est tranchée en faveur de cette dernière. Dès lors, les évêques écossais quittent le royaume de Northumbrie ; et l'Église anglo-saxonne (dont l'unité préfigure la naissance de l'Angleterre) lance à son tour des missions vers les Celtes : Iona accepte finalement le christianisme nicéen sous l'influence d'un missionnaire northumbrien, Ecgberht, en 688. Celui-ci part même sur le continent et participe à la mission chez les Frisons. Ses concitoyens Wilfrid et Willibrord d'Utrecht suivront son exemple.